# Ana Ruska
Ana Ivanovna (rusko: Анна Ивановна), ruska carica, * 7. februar (28. februar, ruski koledar) 1693, Moskva, † 28. oktober (17. oktober) 1740, Sankt Peterburg.
Ana Ivanovna je bila hči ruskega carja Ivana V. (ki je bil v letih 1682–1696 car skupaj s svojim polbratom Petrom Velikim) in Praskovje Fedorovne Saltykove. Leta 1710 jo je Peter Veliki poročil z vojvodo Kurlandije in Semigalije (današnja Latvija) Friedrichom (III.) Wilhelmom Kettlerjem, ki je že naslednje leto umrl. Po njegovi smrti je bila (ne nesporna) vladarica njegove vojvodine. Po smrti carja Petra II. je leta 1730 postala ruska carica.

## Vzpon na prestol ruske carice
Po smrti carja Petra II. so prišle v poštev za carski položaj štiri ženske: dve hčerki Petra Velikega, Ana (poročena z vojvodo von Holstein) in Elizabeta (neporočena) ter dve hčerki njegovega starejšega polbrata Ivana V., Katarina (poročena z vojvodo von  Mecklenburg-Schwerin) in Ana. Dejansko oblast v državi so imeli člani vrhovnega tajnega sveta (Golovkin, Osterman, dva Golicina in štirje Dolgorukovi), ki so obvladoval že mladega carja Petra II., sedaj pa so začutil priložnost, da carju (v korist plemstva) tudi formalno omejijo oblast. Za carico so izbrali Ano Ivanovno, za katero se je zdelo, da ima med kandidatkami najmanj možnosti, in so zato pričakovali, da bo najbolj vodljiva.
Ana Ivanovna je podpisala zagotovilo, po katerem naj bi imel vrhovni tajni svet, sestavljen iz osmih plemičev, vsa pooblastila za vodenje države: brez njegove privolitve carica ne sme odločati o miru in o vojni, ne sme odrejati davkov, imenovati ljudi na mesta, višja od polkovnika, ne kaznovati plemičev na smrt ali jim odvzeti premoženje, in se tudi ne poročiti brez dovoljenja sveta.
Tako oslabljen položaj carja je bil v nasprotju z miselnostjo ruskega človeka. Večina Rusov je temu nasprotovala in nekaj časa je pretila nevarnost upora. A vrhovni svet se ni umaknil. Sklicali so najvišje posvetne in cerkvene veljake, člane senata in svetega sinoda, in jim prebrali predlog sveta in Anin pristanek. Nihče se ni upal izpostaviti in vseh 500 prisotnih je molče podpisalo svoj pristanek. Carica se je slavnostno vselila v moskovski dvorec. Tam pa je začela dobivati po tajnih poteh  pisma z zahtevami, naj ne pristane na omejitev svoje oblasti. Pripravljala se je zarota, v kateri je imel eno od glavnih vlog episkop Teofan. Koncem februarja 1731 je carica pozvala člane vrhovnega sveta na dvor. Ko so ti prišli, so se znašli med kakimi 800 senatorji, duhovniki in drugimi uglednimi osebnostmi ter množico gardistov, ki so carici vzklikali v podporo. Carica je začela vladati kot njeni predhodniki, člane vrhovnega sveta, njihove podpornike in sorodnike pa je dala odstraniti, bodisi usmrtiti ali izgnati v Sibirijo.

## Dvor in notranja politika
Ana Ivanovna je bila tedaj stara 35 let. Bila je visoka možača z  močnim glasom, stalno resna in zlovoljna, sodobniki jo opisujejo kot dostojanstveno, a strah vzbujajočo. Ni marala Rusov in jim ni verjela. Obdala se je z baltskimi Nemci, gardo je imela sestavljeno izključno iz nemških vojakov. Nemci so se kmalu počutili tako močni, da so začeli preganjati in kaznovati tiste Ruse, ki niso marali tujcev in ki so jim nasprotovali. Ponovno so vzpostavili tajno policijo, nastopilo je obdobje strahovlade, na delu je bil tajni urad za preiskavo prestopkov. Začeli so pobirati zakasnele davke, ki se že dolgo niso plačevali, in s tem ugonobili številne kmete. Najbolj je bil osovražen Anin ljubimec Biron (Ernst Johann von), ki ga je pripeljala iz Kurlandije in mu dala naziv kurlandskega vojvode  in ruskega kneza. Njemu pripisujejo številne usmrtitve in izgnanstva v Sibirijo. A carica se je vedla, kot da vsega tega ne opazi. Predajala se je dvornim zabavam, v katerih je pogosto poniževala rusko plemstvo. Norčevala se je iz ruskih dvornih običajev. Na carski dvor je prinesla modo razkošnega zahodnjaškega oblačenja in plemstvo je, v želji da bi sledilo novi modi, propadalo; za en komplet oblačil so prodali tudi po nekaj vasi.
Prisotnost Nemcev pa je imela tudi dobre plati. Stalno so izpopolnjevali sistem izobraževanja. Z zahoda so prihajali učitelji. Vsak mladi plemič se je moral med sedmim in dvanajstim letom učiti in do petinštiridesetega leta služiti v državni službi. Če ob koncu šolanja ni opravil niti popravnega izpita, je moral v mornariško službo. V Petrogradu je bila ustanovljena vojaška šola s pretežno civilnimi predmeti. Nadaljevalo se je raziskovanje Sibirije.
Petrograd si je povrnil status glavnega mesta. Italijanski arhitekt Bartolomeo Francesco Rastrelli je zgradil novi Zimski dvorec, ki je postal prva stalna carska rezidenca. Na novo je bil zasnovan načrt mesta, ki je s svojo zasnovo v treh krakih opazen še danes. Ana je podpirala razvoj umetnosti, začel se je razvijati ruski balet.

## Zunanja politika
V času Ane Ivanovne se je Rusija vpletla v poljsko nasledstveno vojno, kjer je v borbi s francoskim kandidatom prišel na poljski prestol kot Avgust III., saški volilni knez Friderik Avgust II., ki ga je podpirala tudi Rusija. Leta 1736 so se Rusi zapletli v vojno s Turki: oplenili so zahodni in naslednje leto tudi vzhodni del Krima, a so morali z mirovnim sporazumom v Nišu (1739) večino osvojenih ozemelj vrniti, obdržali so le trdnjavo Azov (katere utrdbe so morali razrušiti) in mesto Zaporožje.

## Imenovanje naslednika
Leta 1740 je začelo caričino zdravje slabeti. Ker je bila brez otrok, jo je Biron uspel pregovoriti, da ga je imenovala za regenta svojemu dvomesečnemu nečaku, vnuku sestre Katarine, ki ga je imenovala za novega carja Ivana VI. Vendar so nemški regenti ob carju-dojenčku vladali le eno leto, potem pa je oblast prevzela hčerka Petra Velikega, Elizabeta Petrovna.
Desetletno vladanje Ane Ivanovne označujejo tudi kot črno obdobje med vladavinama Petra Velikega in carice Elizabete.